# 洛里于斯山
洛里于斯山（英語：Mount Lorius），是南極洲的山峰，位於維多利亞地的彭內爾海岸，海拔高度1,690米，由美國研究隊繪入地圖，以法國的冰川學家命名，現時由南極條約體系管理。